# Tribunal mercantil (Francia)

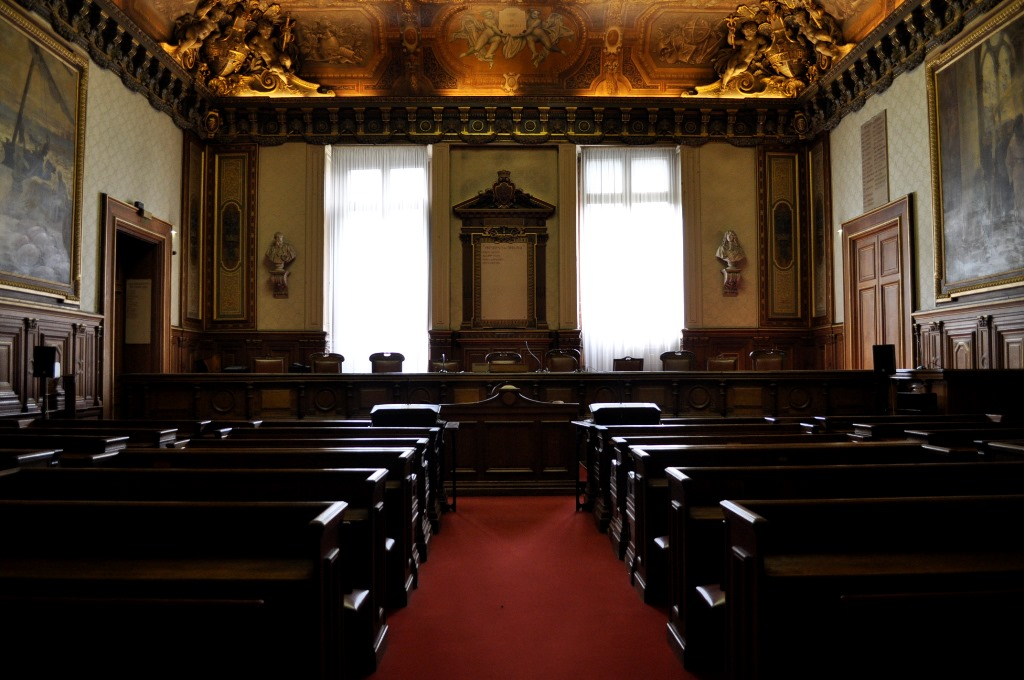
Sala del Tribunal Mercantil de París.

En Francia, el Tribunal Mercantil se define en el artículo L.721-1 del Código de Comercio (Francia) como una jurisdicción de primera instancia compuesta por jueces elegidos y un secretario judicial. Los jueces son comerciantes elegidos por sus pares para dos años (son tres personas en la sede), el secretario judicial es un funcionario público y ministerial nombrado por el Ministro de Justicia contratado por concurso desde el 27 de enero de 2016. El Tribunal Mercantil está encargado de resolver los conflictos entre comerciantes y también de gestionar los procedimientos concursales. A veces se denomina «jurisdicción consular» por razones históricas. Además de estas misiones jurisdiccionales, el Tribunal Mercantil asegura también la de la publicidad legal así como la de control jurídico de la secretaría judicial del Tribunal Mercantil y de las jurisdicciones con competencia mercantil, que incluyen en particular el mantenimiento del registro mercantil y de sociedades.
En 2008, había en Francia 191 Tribunales Mercantiles. El 1 de enero de 2009, cincuenta y cinco de esos tribunales fueron eliminados, y seis otros creados (Annecy, Bernay, Guéret, Mende, Thonon-Les-Bains, como el Tribunal mixto de Saint-Pierre de La Reunión donde jueces consulares y Magistrados profesionales están ahora bajo la misma jurisdicción) reduciendo el número a 134 Tribunales Mercantiles. El número de jueces debería aumentar de 35. 
Los Tribunales Mercantiles se rigen por el libro 7 del Código de Comercio (Francia). Están presentes en toda Francia metropolitana, excepto en Alsacia y Mosela, donde, según el derecho local, los litigios de la competencia de los Tribunales Mercantiles se llevan ante el Tribunal judicial, incluida la cámara de comercio, bajo la presidencia de un magistrado y compuesta por dos asesores elegidos.

## Historia

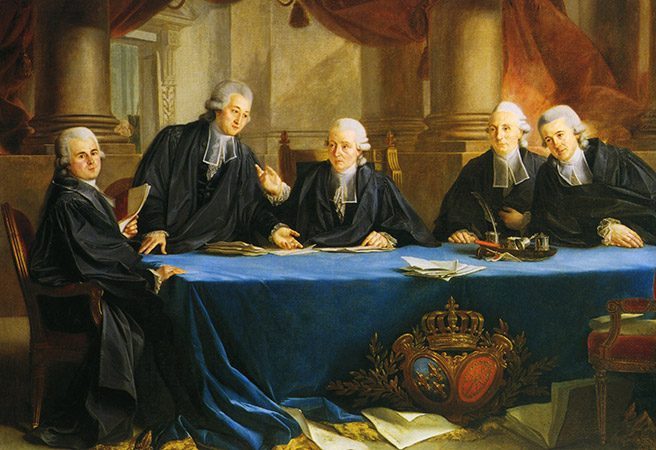
El juez y los cuatro cónsules de Burdeos, por Pierre Lacour, en 1786.

La primera jurisdicción consular se creó en Lyon en 1419. Luego se crearon jurisdicciones similares en Toulouse en 1549 y en Rouen en 1556. Un edicto de 1563, inspirado por el Canciller Michel de l'Hospital, creó una jurisdicción consular en París y dispuso que se pudiera crear cuando una ciudad deseara tenerla.
Cada jurisdicción consular estaba compuesta por un juez y cuatro cónsules electos (de lo cual deriva el nombre de jurisdicción consular). Gestionó litigios entre comerciantes y luego también, a partir de 1715, bancarrotas y «quiebras simples» (no fraudulento).
La Revolución Francesa conserva el principio de estas jurisdicciones, que luego toman, por la Ley del 16 y 24 de agosto de 1790, el nombre de Tribunales Mercantiles, que mantuvieron hoy. Cuando el Palacio de la Bolsa de París se inauguró en 1826, acoge tanto la Bolsa como el Palacio del Tribunal Mercantil de París.
Desde esa fecha, esta jurisdicción conoció pocas reformas, sino la de la instauración de una elección en dos etapas en 1961, la instauración de un sistema disciplinario por la Ley del 16 de julio de 1987 y la creación en 2005 de un consejo nacional de tribunales mercantiles.

## Composición del tribunal
Cada Tribunal Mercantil está compuesto por al menos tres jueces. Los Tribunales Mercantiles más importantes se pueden dividir en cámaras.
Los jueces de los Tribunales Mercantiles son dirigentes empresariales. Son nombrados por sus pares mediante una elección a dos niveles. En efecto, los jueces son elegidos por un colegio electoral compuesto por delegados consulares y jueces y exjueces del Tribunal Mercantil. Los jueces consulares son elegidos generalmente por un período de cuatro años (después de un primer mandato probatorio de dos años). Pueden ejercer hasta cuatro mandatos sucesivos. Tras cuatro mandatos sucesivos, los jueces que desean presentarse a la reelección deben dejar transcurrir un período de un año.
Los delegados consulares son elegidos ellos mismos por y entre los comerciantes inscritos en el Registro Mercantil y de Sociedades y por determinadas personas asimiladas como los capitanes de larga distancia. Está formado por personas con al menos 30 años de edad y 5 años de actividad.
Desde 2003, los jueces recién elegidos benefician de una formación inicial suministrada por la Escuela Nacional de la Magistratura, que también propone una serie de formación continua a todos los jueces consulares (unos 3 200 en 2012). Esta formación está organizada por la escuela, en estrecha colaboración con la Conferencia General de Jueces Consulares. Desde noviembre de 2018, la formación continua de los jueces consulares también es obligatoria.

### Funciones especiales
Los jueces eligen al juez presidente por cuatro años. El presidente del tribunal debe haber ejercido al menos seis años como juez  . El primer presidente del tribunal de apelación podrá conceder una exención si no es posible encontrar a una persona que cumpla estas condiciones  .
El presidente del tribunal designa al vicepresidente y a los presidentes de sala  . Elabora por orden la lista de jueces que pueden ejercer las funciones de juez comisionado.

### Entrenamiento de juicio
Salvo en los casos en que la decisión puede ser dictada por un solo juez, el tribunal es colegiado y normalmente está compuesto por tres jueces, número que puede aumentar a cinco  .
La sala de sentencia está presidida por el presidente, el vicepresidente, un presidente de sala o, en su defecto, un juez con al menos dos años de antigüedad.

## Jurisdicción del tribunal

### Jurisdicción territorial
De acuerdo con la regla general, el tribunal mercantil con competencia territorial es el del demandado. Sin embargo, como suele ocurrir, existen un cierto número de excepciones a esta regla, que aparecen en el Título III del Libro I del Código de Procedimiento Civil . Así, en caso de litigio en materia contractual, el tribunal territorialmente competente no será el del demandado, sino el del lugar donde se prestó el servicio principal. Éste puede ser, por ejemplo, el lugar de entrega de la cosa en un contrato de compraventa. Otras excepciones se dan en litigios relacionados con bienes inmuebles. El tribunal territorialmente competente en este caso es aquel en cuya jurisdicción se encuentra el edificio  …
Un problema particular surge con respecto a las cláusulas de jurisdicción . En efecto, los cocontratantes, al redactar su contrato, pueden incluir una cláusula que les atribuya competencia territorial. La validez de esta cláusula depende de la calidad de las partes. Esta cláusula sólo puede ser válida si las partes firmantes tienen la condición de comerciantes, y si así se indica claramente en la escritura del contrato. Por lo tanto, a la inversa, una cláusula que atribuya jurisdicción territorial se considerará no escrita si se celebra entre un no comerciante y un comerciante.

### Competencia material
El tribunal comercial es una jurisdicción excepcional, lo que significa que su jurisdicción no se rige por el derecho consuetudinario. A falta de tribunal mercantil en una jurisdicción, es el tribunal judicial el competente para los casos cuyo importe exceda de diez mil euros, para los litigios cuyo importe se estime inferior a diez mil euros, es el tribunal local el que tiene competencia. Su incompetencia es absoluta, es decir, si se le presenta un caso, tanto el juez como las partes pueden plantear la incompetencia del tribunal si dicho caso no es de su competencia. Sin embargo, la incompetencia debe plantearse in limine litis .
La competencia del tribunal de comercio figura en los artículos L721-3 y L.721-4 del código de comercio. Es competente para resolver conflictos entre comerciantes, entre establecimientos de crédito o entre ellos. Su competencia se extiende también a las controversias entre sociedades mercantiles, o a todo lo relativo a actos mercantiles. Conocen de pagarés entre todas las personas, pero cualquiera que no tenga la condición de comerciante puede solicitar que el asunto se lleve ante el tribunal civil. Además, las empresas autónomas están expresamente excluidas de la jurisdicción de los tribunales mercantiles  .
Son los juzgados de comercio los que gestionan, entre otros , procedimientos colectivos como la cesación de pagos, el cobro judicial y la liquidación judicial .
Como en el caso de la competencia territorial de los tribunales de comercio, la cláusula de competencia también plantea un problema. En efecto, el individuo está por naturaleza sujeto al juez civil. El interés del consumidor es tener una mejor protección, ya que el tribunal comercial es un tribunal compuesto por comerciantes para comerciantes, es decir, por profesionales que se supone conocen la ley. Por tanto, sería, en última instancia, bastante injusto obligar al consumidor a comparecer en caso de litigio ante el tribunal comercial. Teniendo esto en cuenta, las cláusulas de jurisdicción son inaplicables si el no comerciante es el demandado, pero son legales entre dos comerciantes. Si el no comerciante es demandante tiene la posibilidad de elegir entre la cláusula de competencia o el juez civil, esto es lo que llamamos derecho de opción. En cuanto a una cláusula que atribuye competencia, tanto material como territorial, la jurisprudencia la considera nula respecto de los no comerciantes.

### Apelar
Le tribunal de commerce statue à charge d'appel si le montant du litige dépasse 4000 €. Les recours contre une décision du tribunal de commerce sont portés devant la cour d'appel territorialement compétente. Si le montant du litige est inférieur à 4000 € la décision est rendue en dernier ressort.
Si una razón jurídica lo justifica, también es posible un recurso de casación, después de la sentencia dictada en última instancia o después de la sentencia dictada por los magistrados de segundo nivel, pero el caso no se vuelve a juzgar sobre los hechos desde que el Tribunal de Casación no constituye un tercer nivel de jurisdicción. Se interpone ante la sala mercantil del tribunal de casación .

## Apreciación

### Actividad de los juzgados de comercio
Los 3 285 jueces consulares de los 134 tribunales comerciales metropolitanos y las 7 cámaras comerciales del TGI de Alsacia Mosela dictaron 847 805 decisiones en 2018. La tarifa de llamada es 13,7 % y 4,9 % de decisiones son revocadas por los Tribunales de Apelación.
Naturaleza de las decisiones adoptadas:

#### Dificultades comerciales: 483.174, de los cuales
Recuperaciones profesionales - aperturas y cierres : 125
Abrir copias de seguridad : 832
Ordonnances de procédures collectives : 318 017

#### Litigio: 364.631, de los cuales
Además de los jueces consulares, en los procedimientos judiciales también intervienen liquidadores y administradores judiciales. ; están aprobados por el Ministerio de Justicia. Sujetos al mismo estatuto, su función consiste en realizar los procedimientos que les sean encomendados con total independencia y en estricto cumplimiento de las normas legales y éticas. Los tribunales de comercio se limitan a nombrarlos y deben controlarlos (papel de los jueces comisionados consulares), debiendo el ministerio fiscal (es decir, el fiscal) supervisar todo el procedimiento.

### Críticas y proyectos de reforma
Desde finales de los años 1990, algunos tribunales de comercio han sido objeto de repetidos escándalos,  al igual que ciertos liquidadores y administradores judiciales.
Las críticas se centran en el conocimiento insuficiente de la ley por parte de los jueces electos, así como en los grandes riesgos de conflicto de intereses,  y la falta de transparencia.
En 1973, un informe de la comisión presidida por el Sr. Monguillan propone una reforma. Queda sin seguimiento  Lo mismo ocurre con el intento del ministro de Justicia, Robert Badinter, en 1985, 
A raíz del informe de 1998 de la Asamblea Nacional, la ministra de Justicia, Élisabeth Guigou, propuso una reforma en 2001. Disponía que los tribunales comerciales estarían presididos por un magistrado profesional asistido por jueces elegidos. : se trata del sistema de concejales que existe en Alsacia-Mosela desde 1877. A cambio, los comerciantes electos se sentarían en los tribunales de apelación cuando se discutieran cuestiones comerciales. Esta reforma fue abandonada. Sin embargo, se creó una comisión para considerar la formación de jueces. La comisión Guinchard presentó su informe en 2003 defendiendo el derecho a la formación de todos los jueces consulares y que esta formación sea organizada por la Escuela Nacional de la Magistratura, para darle coherencia y profesionalidad. Así, desde 2003, los jueces recién elegidos se benefician de una formación inicial impartida por la Escuela Nacional de la Magistratura.
El 4 de février de 2013, Christiane Taubira, Ministra de Justicia, encargó a Didier Marshall presidir un grupo de trabajo encargado de examinar una reforma global de la primera instancia y de la justicia de apelación, después de haberle confiado una primera misión de reflexión en el Instituto de Estudios Avanzados sobre Justicia. 